# Karol Chmielowski

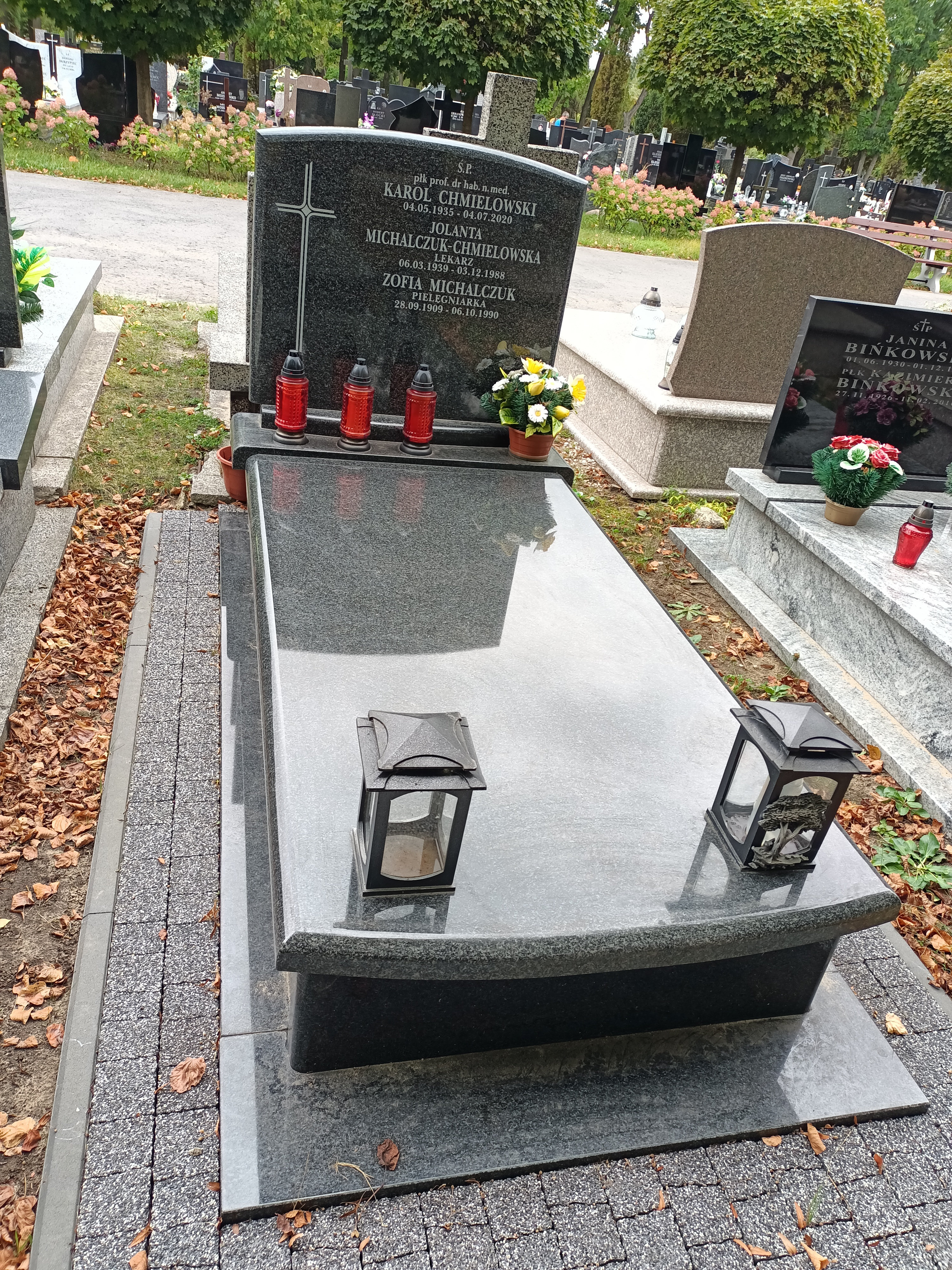
Grób Karola Chmielowskiego na Cmentarzu Komunalnym Północnym w Warszawie

Karol Chmielowski (ur. 1935, zm. 2 lipca 2020) – doktor habilitowany nauk medycznych, specjalista medycyny nuklearnej i neurologii, pułkownik. Pracował na stanowisku profesora w Zakładzie Medycyny Nuklearnej Wojskowego Instytutu Medycznego.

## Życiorys
W 1963 ukończył studia w Wojskowej Akademii Medycznej, w latach 1963–1972 pracował jako lekarz w jednostce wojskowej. W latach 1972–1974 był zatrudniony w Wojskowym Instytucie Higieny i Epidemiologii, od 1975 w Centrum Kształcenia Podyplomowego Wojskowej Akademii Medycznej (od 1983 działającym pod nazwą Centralny Wojskowy Szpital Kliniczny, od 2002 Wojskowy Instytut Medyczny), gdzie w latach 1975–1996 kierował Zakładem Medycyny Nuklearnej, od 1996 Ośrodkiem Medycyny Nuklearnej.
Pracę doktorską obronił w 1977, stopień doktora habilitowanego otrzymał w 1986.